# Staude (Kleidung)

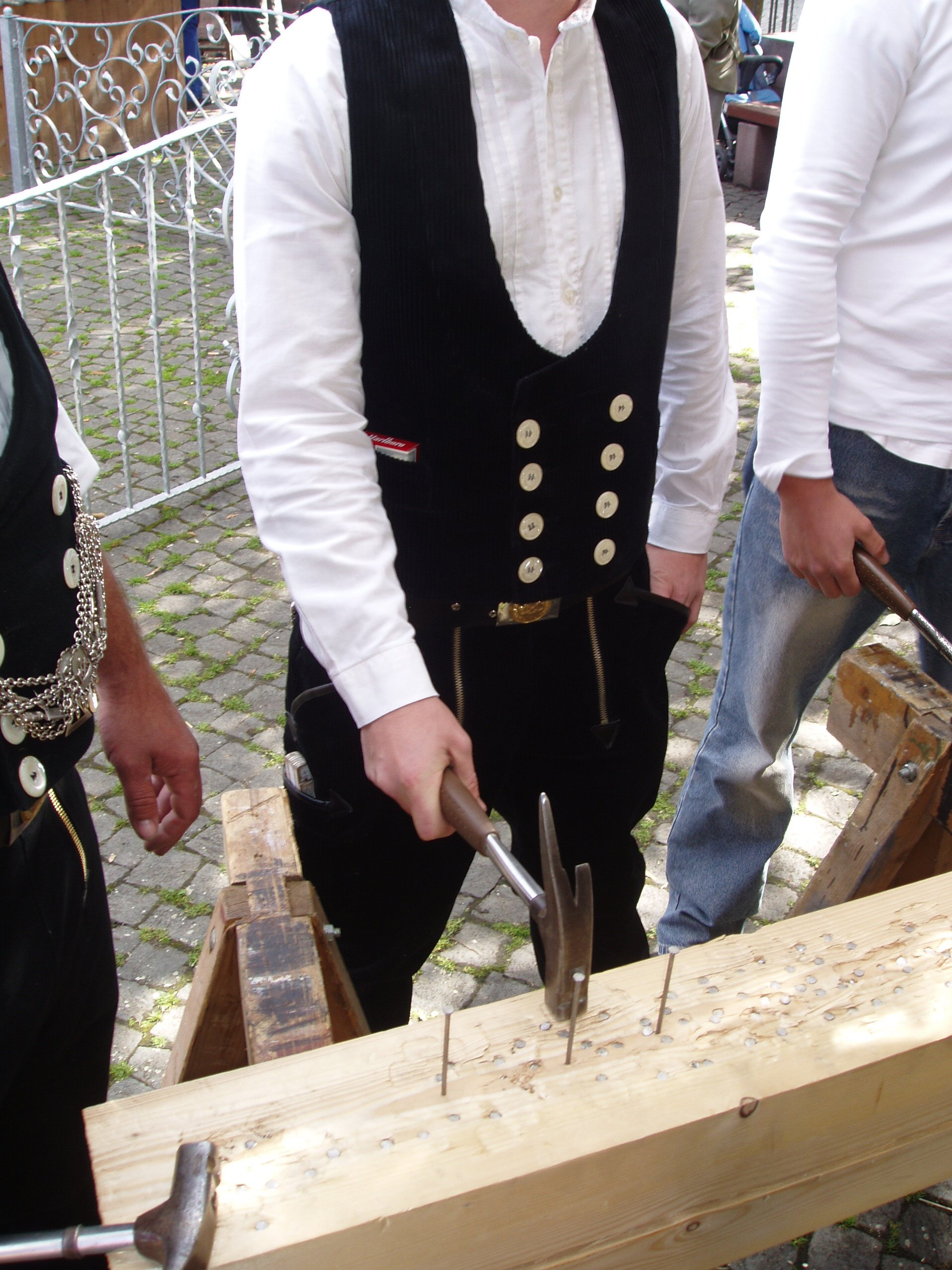

Eine Staude ist ein Oberhemd ohne Kragen. Sie gehört zur traditionellen Arbeitskleidung eines Zimmermanns und hat keinen Kragen, damit die Sägespäne nicht hineinfallen können.
Das Deutsche Wörterbuch von Jacob und Wilhelm Grimm erläutert die Herkunft des Begriffs: In der Gaunersprache wie im Rotwelsch sowie der Soldatensprache des späten Mittelalters und der frühen Neuzeit (12. bis 16. Jahrhundert) wurde der Begriff „Hemd“ mit der „hanffstaud“ gleichgesetzt. Die Kleidung der einfachen Leute war aus Hanf gewebt und entsprechend hart und steif.